# Pernille Blume
Pernille Blume (Herlev, 14 mei 1994) is een Deense zwemster. Ze vertegenwoordigde haar vaderland op de Olympische Zomerspelen 2012 in Londen en op de Olympische Zomerspelen 2016 in Rio de Janeiro.

## Carrière
Bij haar internationale debuut, op de wereldkampioenschappen kortebaanzwemmen 2010 in Dubai, strandde Blume in de series van de 50, 100 en de 200 meter vrije slag.
Op de wereldkampioenschappen zwemmen 2011 in Shanghai werd de Deense uitgeschakeld in de series van zowel de 100 als de 200 meter vrije slag. Samen met Mie Nielsen, Jeanette Ottesen en Lotte Friis eindigde ze als achtste op de 4×100 meter vrije slag, op de 4×100 meter wisselslag strandde ze samen met Mie Nielsen, Rikke Møller Pedersen en Jeanette Ottesen in de series. In Szczecin nam Blume deel aan de Europese kampioenschappen kortebaanzwemmen 2011. Op dit toernooi eindigde ze als vijfde op de 100 meter vrije slag en als achtste op de 50 meter vrije slag, op de 200 meter vrije slag strandde ze in de series. Samen met Mie Nielsen, Rikke Møller Pedersen en Jeanette Ottesen veroverde ze de Europese titel op de 4×50 meter wisselslag, op de 4×50 meter vrije slag legde ze samen met Mie Nielsen, Katrine Sørensen en Jeanette Ottesen beslag op de zilveren medaille.
Tijdens de Olympische Zomerspelen van 2012 in Londen werd de Deense uitgeschakeld in de series van zowel de 50, de 100 als de 200 meter vrije slag. Samen met Mie Nielsen, Jeanette Ottesen Gray en Lotte Friis eindigde ze als zesde op de 4×100 meter vrije slag, op de 4×100 meter wisselslag eindigde ze samen met Mie Nielsen, Rikke Møller Pedersen en Jeanette Ottesen Gray op de zevende plaats. Op de Europese kampioenschappen kortebaanzwemmen 2012 in Chartres eindigde Blume als zesde op de 100 meter vrije slag, daarnaast strandde ze in de halve finales van de 50 meter vrije slag en in de series van zowel de 200 meter vrije slag als de 50 meter vlinderslag. Samen met Jeanette Ottesen Gray, Kelly Rasmussen en Julie Levisen sleepte ze de Europese titel in de wacht op de 4×50 meter vrije slag, op de 4×50 meter wisselslag veroverde ze samen met Kristina Thomsen, Rikke Møller Pedersen en Jeanette Ottesen Gray de Europese titel. In Istanboel nam de Deense deel aan de wereldkampioenschappen kortebaanzwemmen 2012 in Istanboel. Op dit toernooi werd ze uitgeschakeld in de series van de 100 meter vrije slag. Samen met Mie Nielsen, Rikke Møller Pedersen en Jeanette Ottesen Gray behaalde ze de wereldtitel op de 4×100 meter wisselslag, op de 4×100 meter vrije slag legde ze samen met Mie Nielsen, Kelly Rasmussen en Jeanette Ottesen Gray beslag op de bronzen medaille. Samen met Lotte Friis, Katrine Sørensen en Mie Nielsen eindigde ze als zevende op de 4×200 meter vrije slag.

### 2013-heden
Tijdens de wereldkampioenschappen zwemmen 2013 in Barcelona strandde Blume in de halve finales van zowel de 50 als de 100 meter vrije slag. Op de Europese kampioenschappen kortebaanzwemmen 2013 in Herning eindigde de Deense als negende op zowel de 50 als de 100 meter vrije slag. Op de 4×50 meter vrije slag werd ze samen met Jeanette Ottesen Gray, Kelly Rasmussen en Mie Nielsen Europees kampioen, samen met Mie Nielsen, Rikke Møller Pedersen en Jeanette Ottesen Gray sleepte ze de Europese titel in de wacht op de 4×50 meter wisselslag.
In Berlijn nam Blume deel aan de Europese kampioenschappen zwemmen 2014. Op dit toernooi eindigde ze als vierde op de 100 meter vrije slag, op de 50 meter vrije slag werd ze uitgeschakeld in de series. Op de 4×100 meter wisselslag veroverde ze samen met Mie Nielsen, Rikke Møller Pedersen en Jeanette Ottesen de Europese titel op de 4×50 meter wisselslag, samen met Jeanette Ottesen, Julie Levisen en Mie Nielsen werd ze gediskwalificeerd in de finale van de 4×100 meter vrije slag. Tijdens de wereldkampioenschappen kortebaanzwemmen 2014 in Doha strandde de Deense in de halve finales van zowel de 50 als de 100 meter vrije slag. Op zowel de 4×50 als de 4×100 meter wisselslag werd ze samen met Mie Nielsen, Rikke Møller Pedersen en Jeanette Ottesen wereldkampioen. Samen met Jeanette Ottesen, Julie Levisen en Mie Nielsen behaalde ze de bronzen medaille op de 4×50 meter vrije slag, op de 4×100 meter vrije slag eindigde ze samen met Jeanette Ottesen, Julie Levisen en Mie Nielsen op de vierde plaats.
Op de wereldkampioenschappen zwemmen 2015 in Kazan werd Blume uitgeschakeld in de halve finales van zowel de 50 als de 100 meter vrije slag. Samen met Mie Nielsen, Rikke Møller Pedersen en Jeanette Ottesen eindigde ze als vijfde op de 4×100 meter wisselslag.
In Londen nam de Deense deel aan de Europese kampioenschappen zwemmen 2016. Op dit toernooi strandde ze in de series van de 100 meter vrije slag. Op de 4×100 meter vrije slag eindigde ze samen met Julie Kepp Jensen, Sarah Bro en Mie Nielsen op de vijfde plaats. Tijdens de Olympische Zomerspelen van 2016 in Rio de Janeiro werd Blume olympisch kampioene op de 50 meter vrije slag, daarnaast werd ze uitgeschakeld in de halve finales van de 100 meter vrije slag. Samen met Mie Nielsen, Rikke Møller Pedersen en Jeanette Ottesen veroverde ze de bronzen medaille op de 4×100 meter wisselslag. Op de 4×100 meter vrije slag strandde ze samen met Julie Kepp Jensen, Sarah Bro en Mie Nielsen in de series.

## Internationale toernooien
| Jaar | Olympische Spelen                                                                                    | WK langebaan                                                                      | WK kortebaan | EK langebaan                                                                        | EK kortebaan |
| ---- | --- | --------------------------------------------------------------------------------- | --- | ----------------------------------------------------------------------------------- | --- |
| 2010 | |                                                                                   | 24e 50m vrije slag 23e 100m vrije slag 27e 200m vrije slag                                                                | geen deelname                                                                       | geen deelname |
| 2011 | | 22e 100m vrije slag 26e 200m vrije slag 8e 4×100m vrije slag 9e 4×100m wisselslag | |                                                                                     | 8e 50m vrije slag · 5e 100m vrije slag · 28e 200m vrije slag · 4×50m vrije slag · 4×50m wisselslag                                                      |
| 2012 | 24e 50m vrije slag 19e 100m vrije slag 24e 200m vrije slag 6e 4×100m vrije slag 6e 4×100m wisselslag |                                                                                   | 24e 100m vrije slag · 4×100m vrije slag · 7e 4×200m vrije slag · 4×100m wisselslag                                        | geen deelname                                                                       | 12e 50m vrije slag · 6e 100m vrije slag · 12e 200m vrije slag · 29e 50m vlinderslag · 4×50m vrije slag · 4×50m wisselslag · 5e 4×50m vrije slag gemengd |
| 2013 | | 10e 50m vrije slag 13e 100m vrije slag                                            | |                                                                                     | 9e 50m vrije slag · 9e 100m vrije slag · 4×50m vrije slag · 4×50m wisselslag · 6e 4×50m vrije slag gemengd                                              |
| 2014 | |                                                                                   | 12e 50m vrije slag · 14e 100m vrije slag · 4×50m vrije slag · 4e 4×100m vrije slag · 4×50m wisselslag · 4×100m wisselslag | 10e 50m vrije slag · 4e 100m vrije slag · DSQ 4×100m vrije slag · 4×100m wisselslag | |
| 2015 | | 13e 50m vrije slag 14e 100m vrije slag 5e 4×100m wisselslag                       | |                                                                                     | geen deelname |
| 2016 | 50m vrije slag · 11e 100m vrije slag · 12e 4×100m vrije slag · 4×100m wisselslag                     |                                                                                   | 6-11 december | serie 100m vrije slag 5e 4×100m vrije slag                                          | |
| 2017 | | 100m vrije slag ·                                                                 | |                                                                                     | 4×50m wisselslag · 100m vrije slag · 4×50m vrije slag · 50m vrije slag                                                                                  |
| 2018 | |                                                                                   | 11-16 december | 4×100m vrije slag · 50m vrije slag                                                  | |

## Persoonlijke records
Kortebaan
| Afstand         | Tijd    | Datum           | Plaats |
| --------------- | ------- | --------------- | ------ |
| 50m vrije slag  | 24,35   | 6 december 2014 | Doha   |
| 100m vrije slag | 52,90   | 4 december 2014 | Doha   |
| 200m vrije slag | 1.57,14 | 24 mei 2014     | Bergen |

Langebaan
| Afstand         | Tijd    | Datum         | Plaats   |
| --------------- | ------- | ------------- | -------- |
| 50m vrije slag  | 23,75   | 2018          | Glasgow  |
| 100m vrije slag | 52,69   | 2017          | Budapest |
| 200m vrije slag | 1.59,71 | 24 maart 2012 | Brønshøj |